# Felix Boh
Felix Friedrich Wilhelm Boh (Braunschweig, 18 novembre 1844 – 1923) è stato uno scrittore tedesco.

## Biografia
Dopo gli studi filologici, filosofici e storici tra le università di Breslavia e Gottinga (conseguì il dottorato nel 1869), fu per alcuni anni educatore presso la famiglia Hohenlohe-Oehringen e poi insegnante.
Nel 1884 si trasferì con la moglie, la scrittrice Minni Boh, in Sassonia, dove svolse le attività di ricercatore indipendente e scrittore.
Fu autore di numerose opere (alcune pubblicate con lo pseudonimo Dr. B. von Brauns) che spaziano dalla filosofia politica, alla storia, alla geografia.